# 长阳人
长阳人，中国华中地区旧石器时代中期的人类，属早期智人，距今年代约为19.5万年，介于猿人和现代人之间，与北京猿人末期年代相当，是中国长江以南最早发现的远古人类之一。“长阳人”的问世，说明了长江流域以南的广阔地带也是中国古文化发祥地，是中华民族诞生的摇篮。“长阳人”是世界人类进化发展于古人阶段的典型代表，填补了人类考古学“中更新世后期”和“亚洲长江流域”时空两个空白，也进一步否定了“中华文明西来说”。

## 简介
长阳人化石，在1956年发现于湖北省长阳土家族自治县西南下钟家湾村一个称为“龙洞”的石灰岩洞穴中，由贾兰坡教授命名为“长阳人”。长阳人化石近于现代人的性状较多，远没有北京猿人那么原始。“长阳人”是中国长江以南最早发现的远古人类之一。“长阳人”不仅具有现代人的性质，而且也有一定程度的原始特征。距今绝对年代不少于19.5万年，为“更新世中期的后期”古人类化石，迟于马坝人、早于丁村人而补缺。“长阳人”的问世，说明了长江流域以南的广阔地带同黄河流域一样，也是中国古文化发祥地，是中华民族诞生的摇篮。“长阳人”，世界人类进化发展于古人阶段的典型代表，填补了人类考古学“中更新世后期”和“亚洲长江流域”时空两个空白，也进一步否定了“中华文明西来说”。

## 化石发现
长阳地处鄂西南山区，海拔在1000～1500米之间，这里山岭纵横，植被丰富，洞穴较多，这就为远古人类居住和生存提供了较优越的条件。在这些溶洞中，蕴藏着较为丰富的古脊椎动物化石，且早在清代就被发现。据同治年间的《长阳县志》记载：“老鸦岭在邑西南八十里有土坑，形圆如锅，围数亩余，其底有小眼，如井口，深不可测，一日突陷成巨穴，沿围数丈，裂处有折缝，掘得此物，骨脑如巨兽，身盘穴口二周，其刺骨如猪肋而锐，有四齿，粗如巨指，长三寸，板牙四枚，径半寸，长二寸，入城市之众莫识，……视神物委蛇之余。深山古洞中，多有此物，舔之粘舌者龙蜕也。”在“遗闻”部分也有出土化石记载。由于科学落后，当地人们将这些古脊椎动物化石统称为“龙骨”。一九五六年七月，当地群众为集体找副业门路，在洞内挖“龙骨”出售，时任县一中生物老师陈明智（已故）得知消息后，便带着学生到钟家湾采集化石标本，从供销社收购的数万斤“龙骨”中挑选了一箱化石，其中一块人的上颌骨化石，并附有两枚牙齿。其它化石运销到省城武汉后，被省文化主管部门发现，立即电告长阳文化科：“长阳破坏古脊椎动物化石严重，必须立即调查禁止。”省博物馆速派毛在善同志来到长阳，与时任文化科科员的龚发达同志一同步行至钟家湾调查，又挑选了三箱化石，后由毛在善同志将这批化石标本连同陈明智老师发现的上颌骨化石一并送往中国科学院古脊椎动物研究所，经鉴定确为古人类化石，而且其中有一件人类的上颌骨是在长江以南与其相同的动物群中从来没有发现过的。鉴于这批材料的重要性，中国科学院古脊椎动物研究所于一九五七年二、三月间特派贾兰坡、翟人杰、黄万波等5人前往长阳调查并进行了科学的发掘，参加发掘的还有省文化局徐松俊和县文化科龚发达等同志。产化石的“龙洞”为石灰岩洞穴。位于长阳土家族自治县大堰乡钟家湾村西北1.2公里，洞口面向东南，高约3米，离地面耕地高约10米，洞内堆积除下部有大小不同的石灰岩碎块和底部靠洞壁的地方有局部的含碎石块和化石坚硬部分是角砾岩外，大部分堆积为深黄色松软的沙质泥土，在角砾岩和深黄色松软砂质泥土中均含有大量化石。经过七天的发掘，在原生地层中和过去已挖过的松土中，又发现了一颗人类的左下第二前臼齿，这是一颗距今10多万年的古人类牙齿化石，是长江以南古人类遗迹的首次发现。与其共存的还有象、猪、竹鼠、古豺、大熊猫、鬣狗、东方剑齿象、巨貘、虎、獾、鹿、牛、中国犀等大批南方常见的古脊椎动物化石，其中以犀牛、象、鹿三种化石为最多，属大熊猫—剑齿象动物群。同年，贾兰坡教授在《古脊椎动物学报》发表文章，以古人类化石出土地点命名为“长阳人”。

## 体质特征
“长阳人”化石，包括1件不完整的、保留有第一前臼齿和第一臼齿的上颌骨，以及一颗单独的左下第二前臼齿。牙齿相当大，咬合面纹理复杂。齿冠较低，齿根很长，下第二前臼齿的齿根有两个分枝。上颌骨和其他早期智人的一样，一方面保留了若干原始性质，如梨状孔的下部较宽，鼻腔底壁不如现代人那样凹，而与猿类接近，犬齿比较发达等；另一方面又有许多与现代人相近的进步性质，如颌的倾斜度没有北京人的显著，鼻棘较窄而向前，上颌窦前壁向前扩展超过第一前臼齿，颚面凹凸不平等。从总体看，长阳人所具有的进步性质比原始性质要多，明显地比北京直立人进步。

## 出土地

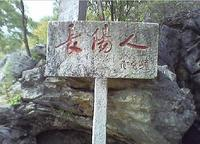
遗址前标识（范曾题字）

- 行政区：湖北省长阳土家族自治县大堰乡钟家湾村
- 绝对地理位置:111°04′E、30°16′N
- 海拔：620m
- 相对地理位置：距长阳土家族自治县龙舟坪县城45km，位置于长阳土家族自治县城西南25km
- 洞穴类别：为大堰乡常见石灰岩洞穴
- 洞穴规格：高2m，宽6m

## 发现意义
长阳人化石不仅在考古学、古人类学研究上具有重要价值，而且对第四纪地质学的研究也具有重要意义。过去学者曾把大熊猫－剑齿象动物群的时代限定在中更新世，和北京人的时代相当。由于长阳人化石与该动物群共存，而长阳人又具有比北京人进步的体质特征，从而证明这一动物群的时代可延续到晚更新世。另外，关于长江中、下游阶地形成的时代，以往因没有动物化石可以借鉴，一直未能解决。长阳人及其动物群的发现，提供了洞穴和阶地的对比资料，解决了长江各阶地形成的时代问题，为南方的地层划分提供依据。贾兰坡教授在《长阳人化石及共生的哺乳动物群》一文中说：“‘长阳人’的发现，不仅给江南动物群增加了新的种属，并为地层的划分提出了新的证据，同时给人类本身的分布与演化提供了新的资料。”“长阳人”的问世，说明长江流域一样，也是中国古文化的发祥地，是中华民族地摇篮。长阳人”在中外人类学、考古学中具有十分重要的地位，各国人类学专著、考古学专著均作论证要题，各类辞书、历史教科书均作要题阐述。